# Eliseba
Eliseba (AFI: eˈliʃeba; hebreo (original): אֱלִישֶׁבַע), romanizado: ’Ělīševa‘) fue la esposa de Aarón, el hermano mayor de Moisés y el primer Sumo Sacerdote de Israel. Fue mencionada una vez en Éxodo 6:23 en la Torá y el Antigo Testamento Christiano.

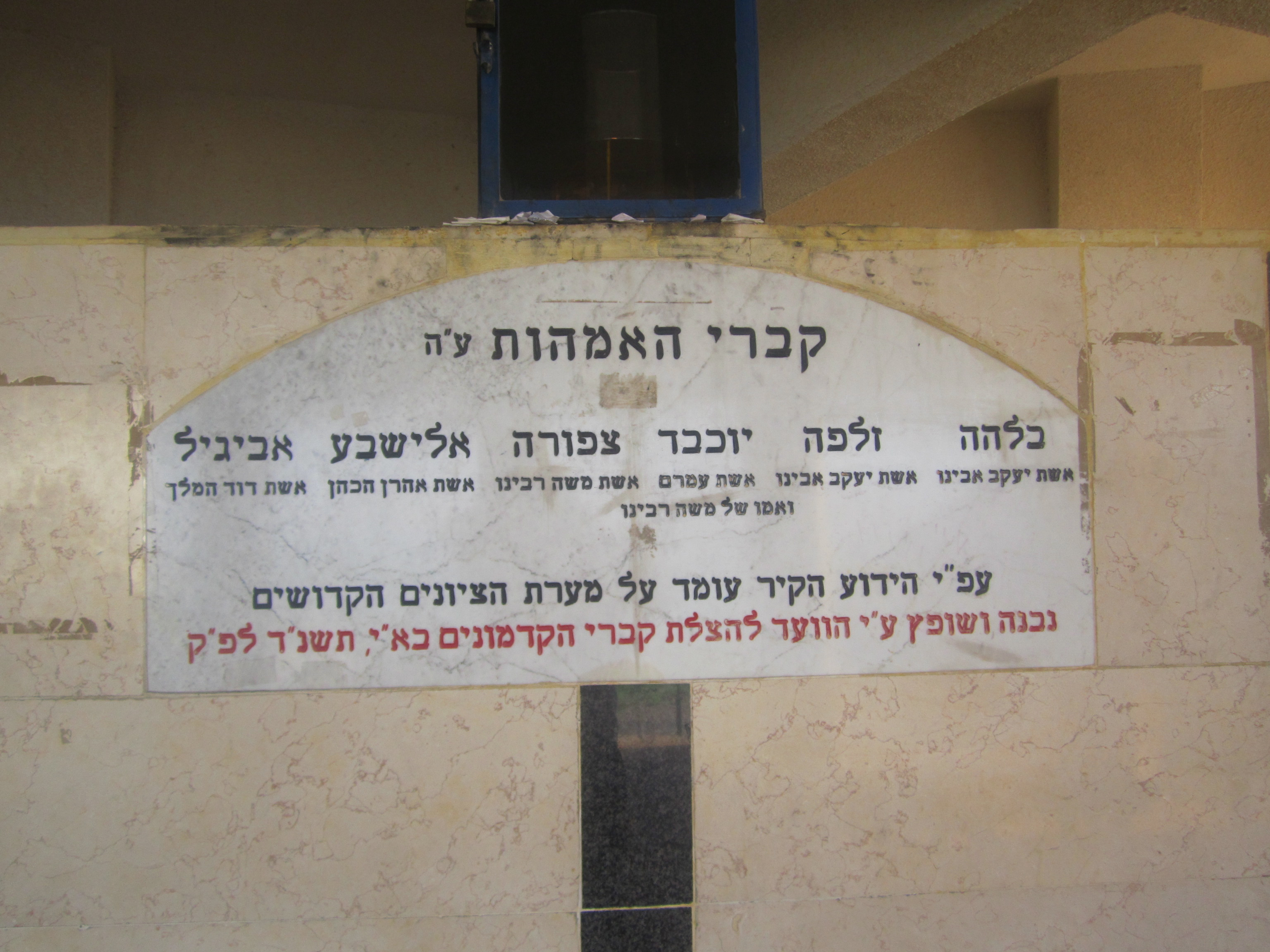
Tumba de las Matriarcas en Tiberíades, Israel. Según la tradición, aquí descansa Eliseba.

## En la Torá
En el libro del Éxodo, se dice que ella era hija de Aminadab de la tribu de Judá y hermana de Naasón.El nombre hebreo Elisheva se compone de dos partes: “Eli,” de Elohim (hebreo: אֱלֹהִים), una de las palabras hebreas para Dios, y "sheva,” que se traduce aproximadamente como "juramento.”Por lo tanto, el nombre Elisheva traducido al español significa "Dios es mi juramento”o "mi Dios es un juramento.”
La Torá menciona que Eliseba y Aarón tuvieron cuatro hijos: Nadab y Abihu, Eleazar e Itamar.Según la halajá, para que una persona judía sea legítimamente reconocida como uno de los Kohanim (hebreo: כֹּהֲנִים) y ser un miembro del linaje sacerdotal, tienen que ser un levita de ascendencia patrilineal directa de Eleazar e Itamar, los dos hijos menores de Aarón y Eliseba (es decir, descendientes de Aarón en ambos lados de la familia).

## En la Biblia cristiana
En el primer capítulo del Evangelio de Lucas en el Nuevo Testamento, una mujer llamada Elisabet (griego: Ἐλισάβετ) se dice que era descendiente de Aarón y esposa de Zacarías, quien también era sacerdote judío.Elisabet era pariente de la madre de Jesús, María,y fue la madre de Juan el Bautista con Zacarías.

## Derivaciones del nombre

### En inglés
Elizabeth es la variante común en inglés de Elisabet, que se deriva de Elisheva.

### En español/portugués
Isabel es la versión española y portuguesa del nombre Elisheva o Elizabeth en inglés.

### En italiano
Elisabetta es la versión italiana de Elizabeth,mientras que Isabella es la versión italiana de Elisheva.

### En el mundo musulmán
Alishba es un nombre moderno que se cree que deriva de una traducción al árabe de Elisheva.Es frecuente entre los musulmanes en el subcontinente indio.